# فيتالي تشوركين
فيتالي إيفانوفيتش تشوركين (بالروسية: Виталий Иванович Чуркин)‏ (21 فبراير 1952 - 20 فبراير 2017)، وهو سياسي ودبلوماسي روسي. شغل منصب المندوب الدائم لروسيا الاتحادية لدى الأمم المتحدة منذ عام 2006 وحتى وفاته يوم 20 فبراير 2017.
عمل سابقا سفير متجول في وزارة خارجية الاتحاد الروسي (2003-2006) وسفير في كندا (1998-2003) وسفير لدى بلجيكا وسفير اتصال لدى الناتو واتحاد أوروبا الغربية (1994-1998) ونائب وزير الخارجية والممثل الخاص لرئيس الاتحاد الروسي في المحادثات حول يوغوسلافيا السابقة (1992-1994) ومدير إدارة المعلومات بوزارة الخارجية في الاتحاد السوفيتي / الاتحاد الروسي (1990-1992). كان تشوركين يجيد اللغة الإنجليزية والفرنسية والمنغولية.

## النشأة والوظيفة

فيتالي تشوركين في دور كوليا يميليانوف وميخائيل كوزنتسوف في دور فلاديمير لينين في الفيلم السوفيتي عام 1963 "دفتر الملاحظات الأزرق".

ولد تشوركين في موسكو. في عام 1963 في سن الحادية عشرة لعب دور كوليا يميليانوف في فيلم دفتر الملاحظات الأزرق للمخرج ليف كوليدجانوف عن سيرة فلاديمير لينين. في عام 1964 مثل في فيلم نول تري عن المسعفين. في عام 1967 لعب دور فتى فلاح فيدكا في فيلم مارك دونسكوي قلب الأم عن فلاديمير لينين ثم توقف عن مسيرته الفنية للتركيز على دراسات اللغة الإنجليزية.
تخرج من معهد موسكو الحكومي للعلاقات الدولية في عام 1974 وبدأ العمل معهم بعد ذلك وحصل على درجة الدكتوراه في التاريخ من الأكاديمية الدبلوماسية لاتحاد الجمهوريات الاشتراكية السوفيتية في عام 1981. بعد ذلك شغل منصب مدير إدارة المعلومات بوزارة الخارجية بالاتحاد السوفيتي والاتحاد الروسي. كما شغل منصب المتحدث باسم وزارة الخارجية الروسية وكان نائب وزير الخارجية من 1992 إلى 1994.
كان تشوركين سفير لروسيا في بلجيكا من 1994 إلى 1998 وسفير في كندا من 1998 إلى 2003. بعد ذلك شغل منصب سفير متجول في وزارة الخارجية من 2003 إلى 2006. وقد حل محل أندري دينيسوف كممثل دائم لدى الأمم المتحدة في 1 مايو 2006 عندما قدم أوراق اعتماده إلى الأمين العام للأمم المتحدة كوفي عنان. كان رئيس لكبار المسؤولين في مجلس القطب الشمالي.

## شهادة تشيرنوبيل
نال تشوركين بعض الشهرة في عام 1986 عندما كان سكرتير ثاني يبلغ من العمر 34 عام تم اختياره من قبل السفير أناتولي دوبرينين للإدلاء بشهادته أمام الكونجرس الأمريكي بشأن حادث محطة تشيرنوبيل للطاقة النووية. تم الإبلاغ عن هذه باعتبارها المرة الأولى في التاريخ التي يدلي فيها مسؤول سوفيتي بشهادته أمام لجنة الكونغرس في مجلس النواب الأمريكي. كان اختيار تشوركين الذي كان آنذاك دبلوماسي صغير نسبيا يرجع إلى سمعته باعتباره المتحدث الأكثر طلاقة باللغة الإنجليزية في السفارة السوفيتية وأفادت وسائل الإعلام أنه يمتلك «مجموعة من اللغة الإنجليزية العامية». أدى أداء تشوركين إلى عرضه للسخرية في مسلسل مارك آلان ستاماتي في واشنطن وهو سلسلة رسوم متحركة سياسية في واشنطن بوست بدور فيتالي «تشارميوربانتسوف».

## العمل كممثل للأمم المتحدة

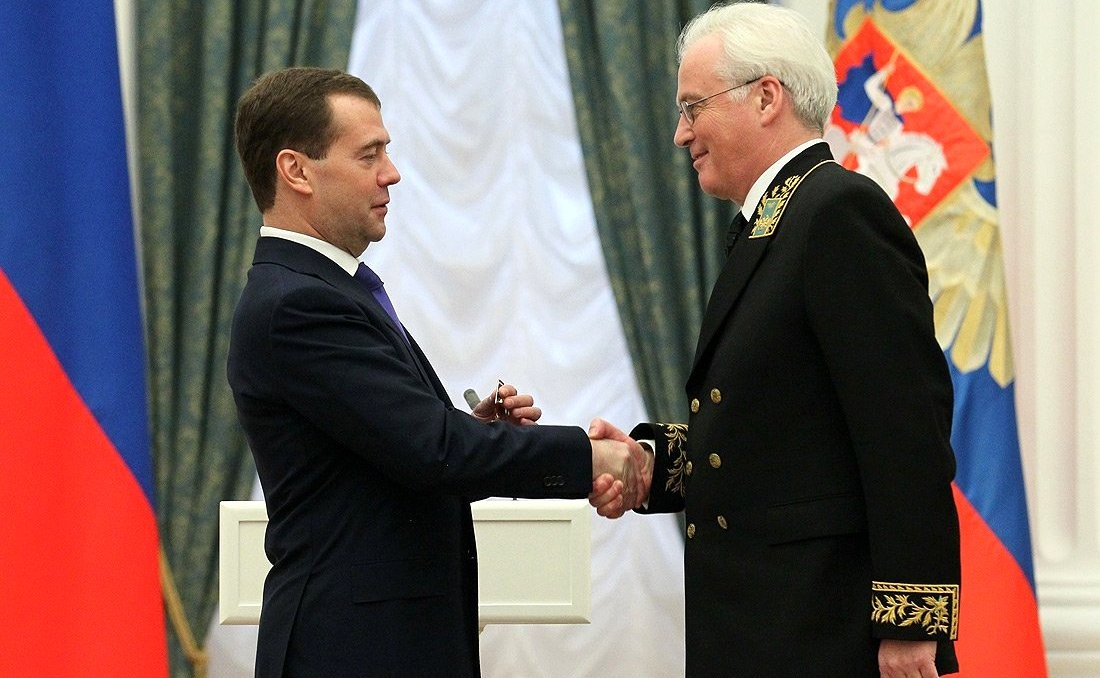
منح وسام الاستحقاق للوطن من الدرجة الرابعة. 20 فبراير 2012.

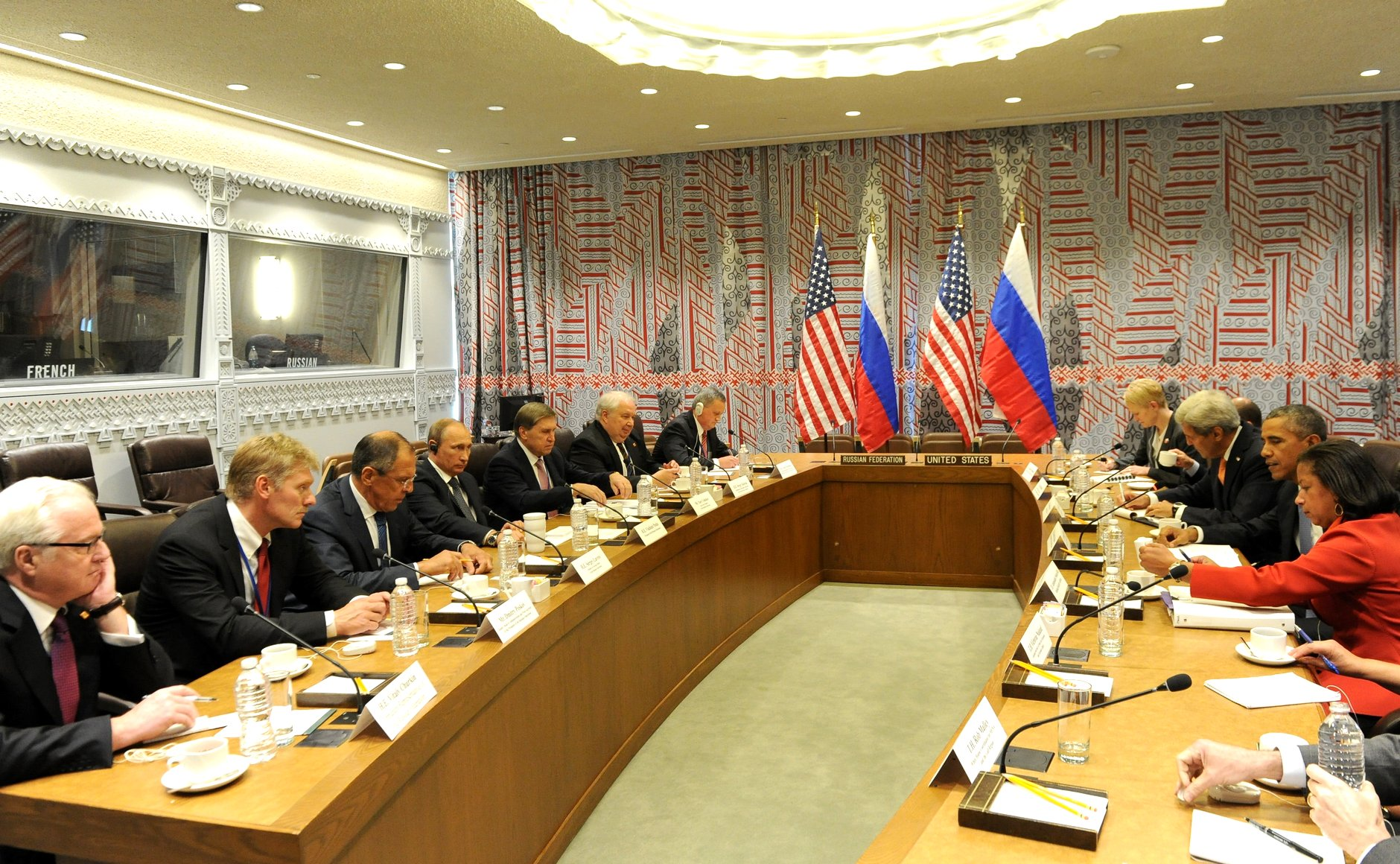
باراك أوباما يلتقي مع فلاديمير بوتين وفيتالي تشوركين وممثلين روس آخرين لمناقشة سوريا وداعش في 29 سبتمبر 2015.

### جورجيا
في عام 2008 خلال الحرب الروسية الجورجية اقترح تشوركين مشروع قرار يفرض حظر أسلحة على جورجيا. وانتقدت الولايات المتحدة مشروع القرار الذي اعتبرته «حيلة لصرف الانتباه عن حقيقة أن موسكو لم تنسحب بعد من الأراضي الجورجية خارج منطقتين انفصاليتين». تم تقديم المسودة رسميا في 9 سبتمبر 2009 ولم يتم اتخاذ أي إجراءات بشأنها.

### القرم
في 13 مارس 2014 استجوب أرسيني ياتسينيوك تشوركين حول ما إذا كان لشبه جزيرة القرم الحق في إجراء استفتاء من شأنه أن يحدد وضع شبه جزيرة القرم كجزء من روسيا أو أوكرانيا.
في 20 مارس 2014 وسط تصاعد التوتر في شبه جزيرة القرم رد على انتقادات مذيعة سي إن إن كريستيان أمانبور له ولابنته وهي صحفية في روسيا اليوم أناستاسيا تشوركينا.

### إيران
في 25 يونيو 2014 علق تشوركين على الجولة الأولى من المحادثات المتعلقة بالبرنامج النووي الإيراني قائلا إن المحادثات بين دول مجموعة 5 + 1 وإيران كانت ناجحة. أجرى المحادثات مع ستة دبلوماسيين آخرين في فيينا في الفترة من 16 إلى 20 يونيو وقال إن الجولة الثانية ستبدأ في 2 يوليو وتنتهي بعد ثلاثة عشر يوم.

### العراق
في 12 يونيو 2014 أطلع تشوركين على الأزمة في بغداد عاصمة العراق قائلا إنه لا يوجد تهديد لزميله نيكولاي ملادينوف رئيس البعثة السياسية للأمم المتحدة في ذلك البلد. كما أشار إلى أن العنف هناك يندلع شمالا.

### مذبحة سريبرينيتشا
خلال الحروب اليوغوسلافية - في مذبحة سريبرينيتشا - قُتل حوالي 7500 شخص على يد القوات الصربية البوسنية في غضون أحد عشر يوم. وتبين لاحقا أنه عمل إبادة جماعية من قبل محكمة العدل الدولية. رعت المملكة المتحدة قرار يعلن إبادة الشعب الصربي ويحيي الذكرى العشرين للمذبحة. الاتحاد الروسي بعد أن أرسل الرئيس الصربي توميسلاف نيكوليتش رسالة إلى الرئيس الروسي فلاديمير بوتين كانت الدولة الوحيدة في مجلس الأمن التي عارضت القرار (امتنعت الصين وثلاث دول أخرى عن التصويت): أصدر تشوركين حق النقض (الفيتو) على بلاده. بالنيابة عن مجلس الأمن التابع للأمم المتحدة في 8 يوليو 2015.

## الجدول الزمني الوظيفي
- 1974 - تخرج من معهد موسكو الحكومي للعلاقات الدولية.
- 1974 - التحق بوزارة خارجية اتحاد الجمهوريات الاشتراكية السوفيتية.
- 1974-1979 - عضو فريق عمل وفد اتحاد الجمهوريات الاشتراكية السوفيتية في محادثات الحد من الأسلحة الاستراتيجية.
- 1979-1982 - سكرتير ثالث في مكتب الولايات المتحدة بوزارة خارجية اتحاد الجمهوريات الاشتراكية السوفيتية.
- 1981 - دكتوراه في التاريخ من الأكاديمية الدبلوماسية لاتحاد الجمهوريات الاشتراكية السوفيتية.
- 1982-1987 - سكرتير أول في سفارة اتحاد الجمهوريات الاشتراكية السوفيتية في واشنطن العاصمة.
- 1985 - قام بجولة محاضرة في جامعات الولايات المتحدة بدعوة من الحكومة الأمريكية.
- 1987-1989 - عضو هيئة التدريس بالقسم الدولي في اللجنة المركزية للحزب الشيوعي الصيني.
- 1989-1990 - المستشار الخاص لوزير خارجية اتحاد الجمهوريات الاشتراكية السوفيتية.
- 1990-1991 - مدير إدارة المعلومات والمتحدث باسم وزارة خارجية اتحاد الجمهوريات الاشتراكية السوفيتية.
- 1992-1994 - نائب وزير خارجية الاتحاد الروسي والممثل الخاص لرئيس الاتحاد الروسي في المحادثات بشأن يوغوسلافيا السابقة.
- 1994-1998 - سفير روسيا في بلجيكا وسفير الاتصال لدى الناتو والاتحاد الأوروبي الغربي.
- 1998-2003 - سفير روسيا في كندا.
- 2003 - أبريل 2006 - سفير متجول في وزارة الخارجية ورئيس كبار المسؤولين في القطب الشمالي في مجلس القطب الشمالي ومسؤول رفيع المستوى لروسيا في بارنتس / المجلس الأوروبي القطب الشمالي.
- 8 أبريل 2006 - الممثل الدائم لروسيا لدى الأمم المتحدة وممثل الاتحاد الروسي في الرتبة الدبلوماسية في مجلس الأمن التابع للأمم المتحدة وسفير فوق العادة ومفوض (1990)

## الوفاة
توفي تشوركين في مدينة نيويورك في 20 فبراير 2017 عشية عيد ميلاده الخامس والستين. كان السبب المباشر هو قصور القلب وفقا للدبلوماسي الروسي سيرجي أوردزونيكيدزه. أشارت وزارة الخارجية الروسية إلى أن تشوركين توفي أثناء عمله وأعربت عن تعازيها لأسرة تشوركين. كما أعرب الممثل الدائم للهند لدى الأمم المتحدة سيد أكبر الدين عن تعازيه ووصف تشوركين بأنه «صديق» و «دبلوماسي قوي». وغردت سامانثا باور سفيرة الرئيس السابق باراك أوباما لدى الأمم المتحدة بأنها «محطمة» ووصفت تشوركين بأنها «مايسترو دبلوماسي» فعل كل ما في وسعه لردم الخلافات بين الولايات المتحدة وروسيا. سفير بريطانيا في الأمم المتحدة ماثيو ريكروفت كتب على تويتر أنه «محطم تماما» واصفا تشوركين بأنه «عملاق دبلوماسي وشخصية رائعة».
في 21 فبراير 2017 أصدر مكتب الفاحص الطبي في مدينة نيويورك النتائج الأولية لتشريح الجثة الذي تم إجراؤه على تشوركين والتي تنص على أن سبب الوفاة يحتاج إلى مزيد من الدراسة والتي غالبا ما تشير إلى الحاجة إلى اختبارات السموم. أمر حظر نشر بناء على طلب من وزارة الخارجية الأمريكية وبعثة الولايات المتحدة لدى الأمم المتحدة بإلغاء الكشف العلني عن سبب وطريقة الوفاة مستشهدين بحصانة تشوركين الدبلوماسية بعد وفاته وأكدت روسيا أن المعلومات كانت خاصة وأن الكشف عن تفاصيل نتائج التشريح قد يضر بسمعته. حصل تشوركين بعد وفاته على وسام الشجاعة الروسي في 21 فبراير 2017 ووسام العلم الصربي من الدرجة الأولى.
كان تشوركين خامس دبلوماسي روسي يتم إرساله إلى الخارج يموت بشكل غير متوقع بطريقة مشابهة بشكل ملحوظ منذ نوفمبر 2016 أول حالة وفاة حدثت صباح يوم الانتخابات الرئاسية الأمريكية 8 نوفمبر 2016 داخل القنصلية الروسية في مدينة نيويورك - أ الحقيقة التي دفعت منظري المؤامرة إلى محاولة اكتشاف النمط. تبع النمط الظاهر وفاة مفاجئة للسفير الروسي في السودان ميغاياس شيرينسكي في العاصمة الخرطوم في أغسطس 2017. بعد ساعات من وفاة شيرينسكي نشرت وكالة الأنباء الروسية المملوكة للحكومة تاس قائمة بالأسماء والسير الذاتية المختصرة لكبار الدبلوماسيين الروس (تسمية خمسة) الذين ماتوا «لأسباب طبيعية» «في العامين الماضيين» (في الواقع منذ 30 مايو 2016 اليوم الذي توفي فيه فجأة القائم بالأعمال الروسي المؤقت في أوكرانيا أندريه فوروبيوف البالغ من العمر 57 عام في موسكو) بما في ذلك تشوركين. تم الاستشهاد أيضا بوفاته في قائمة نشرتها في أوائل مايو 2017 من قبل يو إس إيه توداي - كواحدة في سلسلة من «عشرات القتلى البارزين» الروس مثل إيغور سيرغون (يناير 2016) في «الثلاثة الماضية سنوات في روسيا والخارج في ظروف مريبة».

## روابط خارجية
- فيتالي تشوركين على موقع IMDb (الإنجليزية)
- فيتالي تشوركين على موقع كينوبويسك (الروسية)